# 吸油率
吸油率（きゅうゆりつ）は、揚げ物料理で食材が油を吸収する率のことである。カロリー計算などに用いる。

## 定義
吸油率は以下の計算式で定義される。
吸油率 = 材料に吸収される油の量 ÷ 材料の総重量
なお、材料には衣も含まれる。通常、数値を100倍してパーセントで表記される。

## 傾向
表面積が大きい食材は吸油率が高くなる傾向にある。また、衣を付けると衣が油を吸うため、吸油率は高くなる。したがって、衣を付けない素揚げは吸油率が低く、衣揚げ（天ぷら、フライ、から揚げ）は吸油率が高い。調理方法ごとに調べた吸油率は以下の通りである。
| 素揚げ   | 2 - 15%  |
| から揚げ | 6 - 13%  |
| フライ   | 6 - 20%  |
| 天ぷら   | 12 - 25% |

なお、肉や魚は揚げている間に食材中の油が溶け出すこともあるため、一概に言えない。また、食材の種類や切り方によって変化することもある。

## 活用
吸油率は、揚げ物料理のエネルギー量（カロリー）を計算する際に参考にすることができる。
エネルギー量を計算する際には、まず最初に調理方法・食材・切り方に応じた吸油率を市販の食品成分表などで調べる。ただし、すべてを網羅した成分表はないため、類似するものを見ながら参考にするしかない。次に、以下の計算式で材料に吸収される油の量を計算する。
材料に吸収される油の量 = 材料の総重量 × 吸油率
最後に、こうして求めた油の量に応じて、エネルギー量を計算する。